# Frans Hals

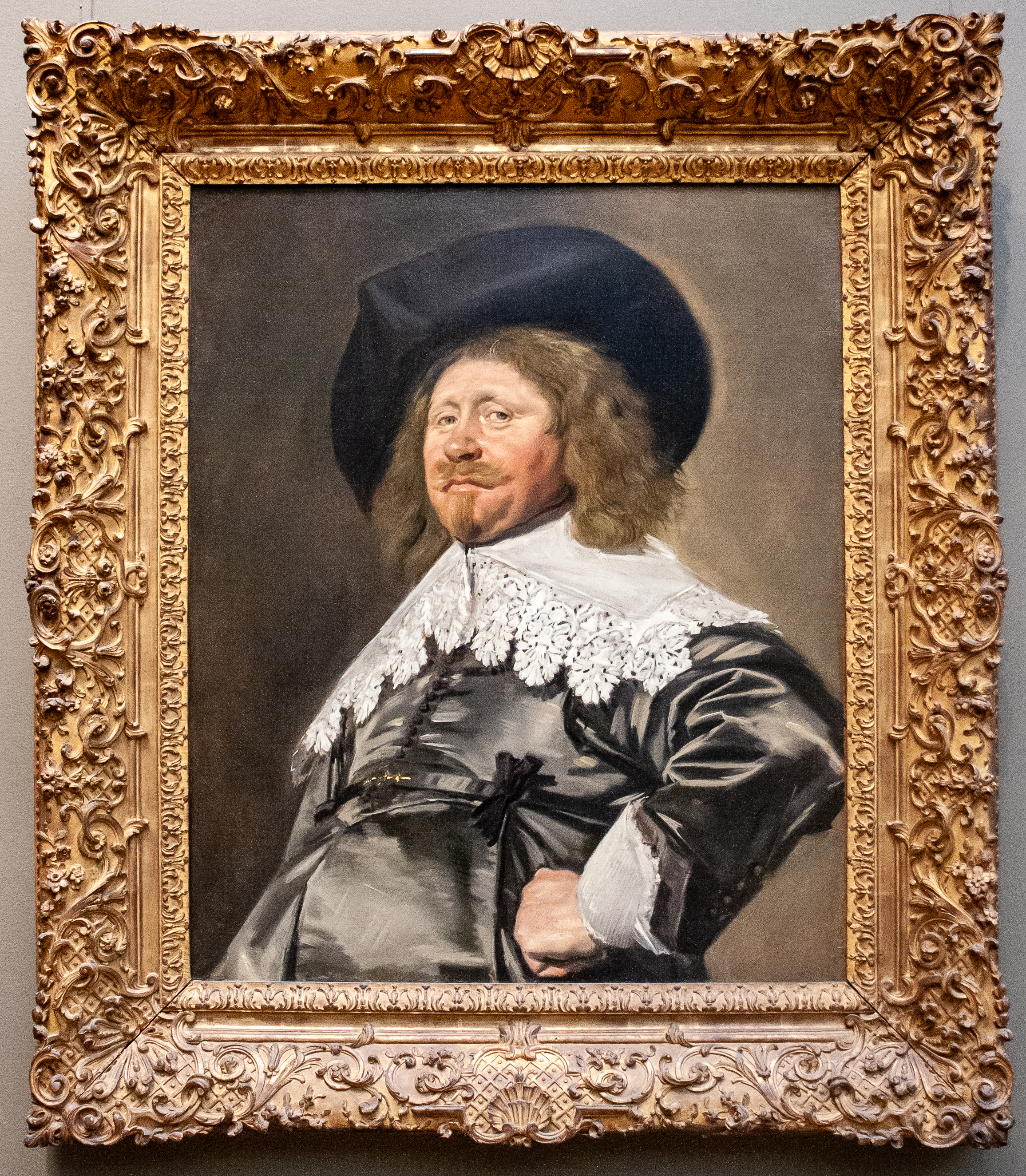
Egy sörfőző portréja a New York-i Metropolitanben

Frans Hals (Antwerpen, 1580 körül – Haarlem, 1666. augusztus 29.) holland barokk festő, az európai portréfestészet egyik legnagyobb alakja a holland festészet aranykorában.

## Élete
Frans Hals egy posztókészítő fiaként, valószínűleg 1582/83-ban Antwerpenben született. A pontos születési dátum nem ismert, de időpontja legkésőbb 1585 augusztusára tehető. Amikor Antwerpen a katolikus parmai hercegre szállt, a Hals család vallási okokból Hollandia északi, protestáns részébe emigrált. Frans öccsét, Dircket – aki szintén festő lett – már Haarlemben keresztelték meg 1591 márciusában. Eltekintve egy 1616-ban megtett antwerpeni úttól, Hals egész hátralévő életét Haarlemben töltötte. Első felesége, Annetje Harmansdochter volt, akit 1611-ben vett el, s aki 1615 júniusában meghalt, két kisgyermeket hagyva hátra. Lysbeth Reynierst 1617 februárjában vette feleségül. E házasságból legalább nyolc további gyermeke született, köztük páran szintén híres festők lettek: az ifjabb Frans (1618–1669), Reynier (1627–1671) és Nicolaes (1628–1686).
Frans Hals 1600 körül kezdte el tanulmányait flamand emigráns társánál, Karel van Mandernél, a híres Schilderboek szerzőjénél, aki ebben a könyvben minden, annak idején Hollandiában kiközösített festőt egy-egy életrajzzal tett halhatatlanná. A tanár manierista stílusa nem látszik befolyással a tanítványra. Hals a tanulmányait legkésőbb 1603-ban befejezhette – ebben az évben hagyta el van Mander Haarlemet. Ahogy az szokás volt, 1610-ben Frans Hals belépett a helyi Szent Lukács-céhbe. Legkorábbi szignált művét a következő évben festette.
Megélhetését a városi tanácsnál mint művészeti restaurátor találta meg. A tanács nagyhírű műtárgygyűjteményén dolgozott – ezt örökíti meg a Schilder-Boeck is. Legismertebb munkák Geertgen tot Sint Jans, Jan van Scorel és Jan Mostaert képei. A restaurációs munkákat Haarlem városának tanácsa finanszírozta, lévén hogy az ikonokláz után minden vallási témájú műtárgyat elkonfiskáltak. Az egész festménygyűjtemény formailag mégsem képezte a városi tanács tulajdonát 1625-ig, amikor is a városatyák döntöttek arról, melyik festmény felel meg a városháza igényeinek. A többi műtárgyat, melyek túlságosan római katolikusnak találtattak, eladták Cornelis Claesz van Wieringen céhtársnak azzal a feltétellel, hogy elszállítja őket a városból. Ilyen körülmények között kezdte meg Hals portréfestő karrierjét, mivel a vallási témájú képek piaca ekkor megszűnt.
A legkorábbi ismert Hals munka az 1611-ben készült Jacobus Zaffius-portré. Az áttörést 1616-os életnagyságú csoportképe jelentette, amely a „Szt. György-lövészezred bankettjé”-t ábrázolja. Leghíresebb portréja René Descartes-ról készült 1649-ben.
A történetírók feljegyzéseiben gyakran és tévesen szerepel az állítás, mely szerint első feleségét, Anneke Hermanszt a művész többször bántalmazta volna. Seymour Slive szerint ez már csak azért is kevéssé valószínű, mivel a szóban forgó Frans Hals nem a művész volt, hanem egy másik, azonos nevű haarlemi polgár. Annál is inkább lehetséges ez, mivel a vádemelés idején a művésznek nem volt felesége. Anneke korábban, 1616-ban meghalt megterhelő munkái miatt.
Ugyanígy a történészek anekdoták sorában említik folytonos iszákosságát, amit egyetlen korai biográfiára alapoznak, szerzője Arnold Houbraken, de ezt semmilyen más dokumentum nem támasztja alá. 1617-ben vette feleségül Lysbeth Reynierst, egy halárus lányát. Az esküvőt Spaarndam faluban tartották, mivel az ara már 8 hónapos terhes volt. Frans Hals odaadó apja volt a később már nyolcra bővülő gyermekáldásnak.
Míg kortársai folyvást költöztették festőműhelyüket, patrónusaiktól függően, Hals mindvégig Haarlemben maradt, és ragaszkodott ahhoz, hogy a megrendelők jöjjenek hozzá. A haarlemi archívum megörökíti, hogy egy ízben – egy amszterdami lövészegyleti munkánál – a képet egy másik festő fejezte be, mivel Hals ragaszkodott ahhoz, hogy a tagok jöjjenek Haarlembe modellt ülni, és nem volt hajlandó ő Amszterdamba utazni.
Hals munkássága során végig keresett portréfestő volt, mégis oly sokáig alkotott, hogy egyszerűen kiment a divatból, és anyagi problémái támadtak. A festés mellett restaurátorként, műkereskedőként és műtárgy adószakértőként is dolgozott a városi tanácsnak. Hitelezői többször bíróság elé citálták. 1652-ben aztán, hogy végleg elrendezze adósságát eladta minden vagyonát. A listán szerepel három matrac és vánkos, egy almárium, egy asztal és öt arckép – sajátja, gyermekeié, Van Manderé és Maarten van Heemskercké. A szűkölködők támogatása 1664-től évi 200 florin járandóságot biztosított.
A holland nemzet szabadságharca idején Hals megjelent a „Shutterij” katonai céh soraiban. Ez a haarlemi levéltári adat spekulációkra nyújtott alapot, miszerint Hals az 1639-es St. Joris (Szent György)-társaság festményén magát is megörökítette volna. Nem volt elfogadott egyszerű tagok számára portrét festetni. Ez a privilégium magasabb tiszti rendfokozatok számára volt fenntartva. Lehetséges, hogy vele kivételt tettek, köszönetképpen a róluk készült három festményért. Hals tagja volt a helyi retorikai társaságnak is, sőt 1644-ben a haarlemi festőcéh elnöki tisztét is ő töltötte be.
1666-ban halt meg. A város Szent Bávó-templomában temették el. Özvegye később bizonytalan körülmények között, kórházban halt meg, miután segítségért folyamodott a „szegények védelmezői” rendhez.

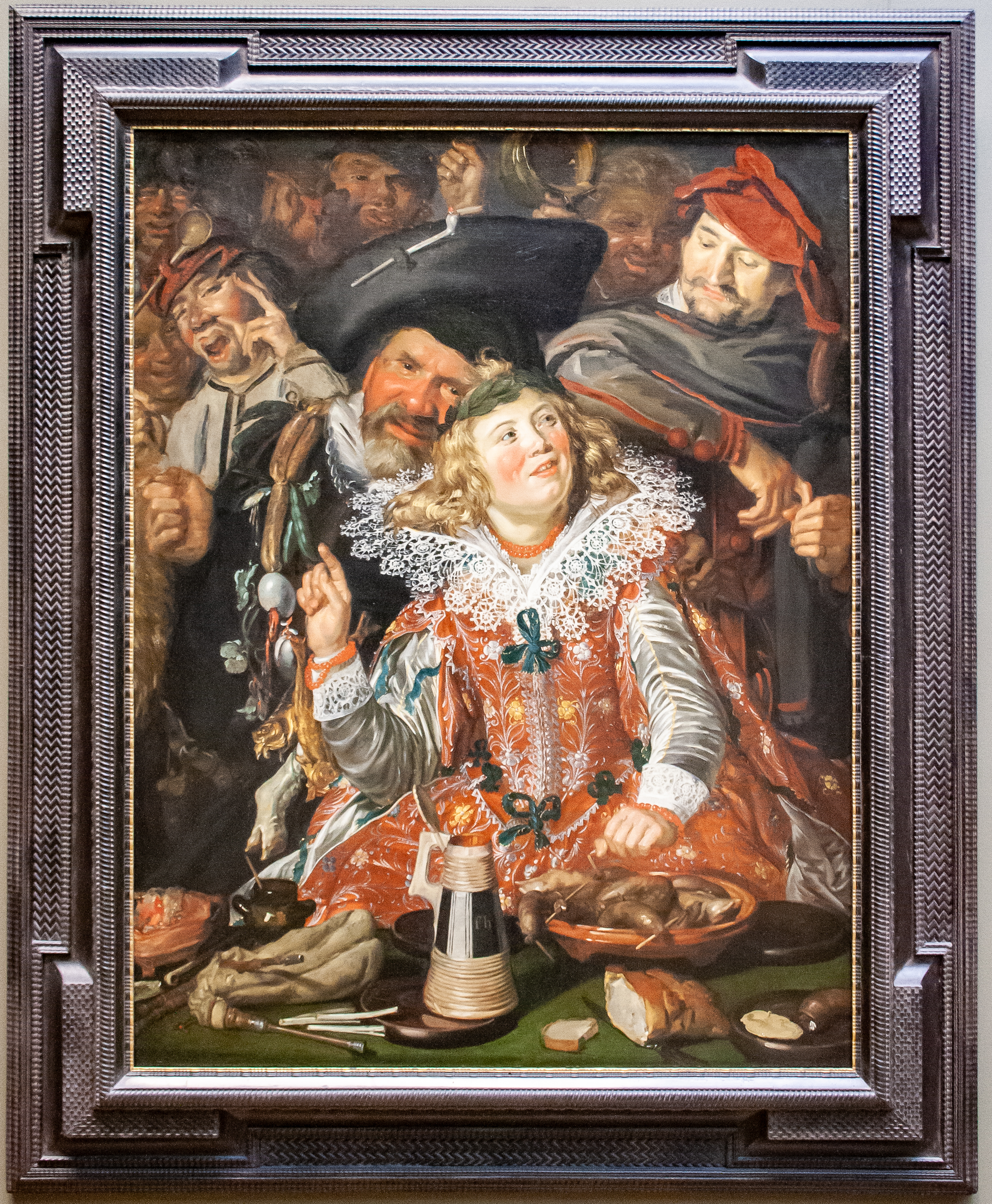
Ez a kocsmai jelenetet ábrázoló festmény a New York-i Metropolitanben számos korabeli szexuális utalást tartalmaz

## Arnold Houbraken szerint
Hals nem volt éppen mintaszerű állampolgár. Fennmaradtak iratok egy ellene folytatott eljárásról, mely szerint gyakran részegeskedett, s első feleségét agyba-főbe verte. Hivatalos megrovást kapott, és ígéretet kellett tennie, hogy megtartóztatja magát a részegeskedéstől. Ezt az ígéretét nem sikerült betartania, de a további büntetéseket, úgy tűnik, elkerülte. Gyermekeinek nagy száma és képei bizonyítják, hogy bolondult a gyerekekért. Soha nem gondolt a holnapra. Vidám és felelőtlen életet élt, és nagyszámú, aránylag jól fizető munkája ellenére élete vége felé súlyos anyagi gondjai voltak. Utolsó éveiben nem egyszer a városi vezetőséghez fordult támogatásért, amelyet meg is kapott, hiszen nagyhírű és közkedvelt személyisége volt a kisvárosnak.
Mindeközben tanítványai szívesen jártak hozzá érett korukban is, mint pl. Adriaen Brouwer, Adriaen van Ostade és Philips Wouwerman. Élete vége felé egy előkelő öregek otthonának lakója volt. Ebben az épületben van ma a Frans Hals Museum, ahol a művész számos alkotása látható.
1666. augusztus 29-én halt meg, és szeptember 1-jén a Szent Bávóban, a haarlemi Nagytemplomban helyezték örök nyugalomra.

## Művészete

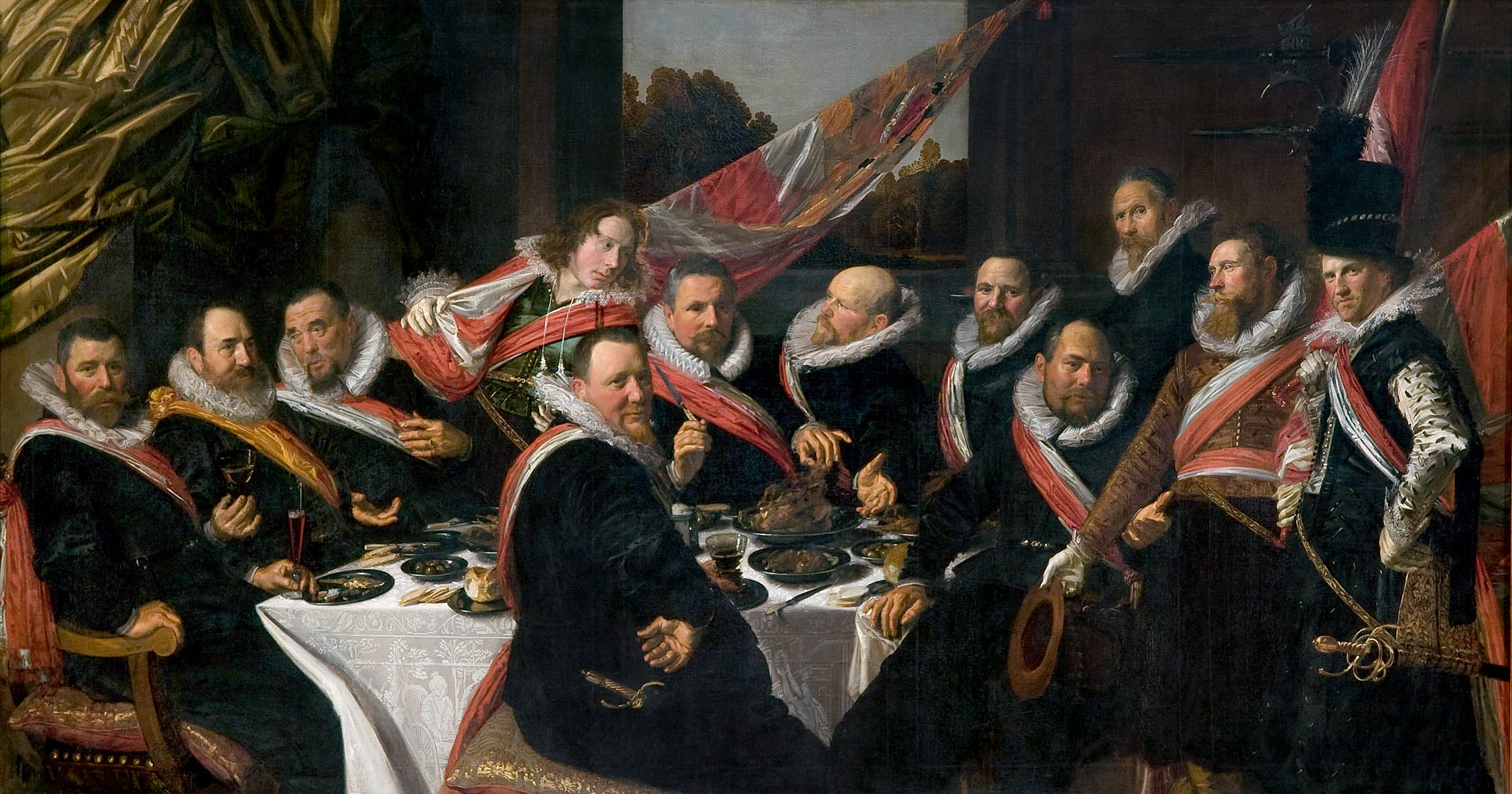
A Szent György-lövészegylet tisztjeinek lakomája (1616; Frans Hals Múzeum, Haarlem)

Egész életében portrékat festett, és ezeken megelevenedik a 17. századi Hollandia egész társadalma. Sok arcképfestő működött akkor az országban, de Frans Hals művészi színvonalát Rembrandt kivételével senki sem érte el. Modelljei legtöbbször Haarlem lakói közül kerültek ki. Képeit gyors, könnyed technikával, kevés színt használva készítette. Festéstechnikája rokonságot mutat az impresszionistákéval.
Frans Hals portréiról vált ismertté tehát és ezek a város tehetős polgárait ábrázolták, mint Pieter van den Broecke és Isaac Massa, akiket háromszor is megfestett. Barokk festő volt, aki alakjait radikálisan új megközelítésében, intim realizmussal festette meg. Festészetet Karel van Mander művészettörténész-festőtől tanult. Hamar tökéletesítette technikáját a kor ízlése szerint, Jan van Scorel és Antonio Moro műhelyében, és fokozatosan függetlenítette magát a konvencióktól.
Hals a nappali fényt és az ezüstös ragyogást kedvelte, míg Rembrandt a gyenge megvilágítás művi kontrasztjain alapuló izzó arany effektusokat használt, megfoghatatlan homályban. Mindketten a harmónia festői voltak, csak más-más hangnemben. Rembrandt volt a basszus, Hals a tenor. Hals ritka intuícióval ragadta meg alakjait életük egy jellemző pillanatában, amelyet a természet éppen 
akkor megmutatott számára, azt különleges színpalettával, az arckifejezések minden formáját mesterien ábrázolva, pontosan reprodukálta. Fényt és árnyékot, valamint a modelleket pár jól elhelyezett, fluid ecsetvonással örökítette meg.
Stílusa élete során változott. Élénk színekkel festett képei fokozatosan lecsöndesedtek egy szín által dominált munkákká. 1641 után palettáján a színskálát tendenciózusan visszafogja. Csak sugallja a színeket, ahelyett hogy megmutatná őket. Ez a tendencia némely történész szerint a fekete festék relatíve alacsony árának tulajdonítható, összevetve például a kifejezetten drága tó-kékkel és vörös kárminnal. Ecsetvonásai könnyedebbek lettek későbbi éveiben, a pontos részleteknél fontosabb lesz az összhatás.
Hals Sok festménye eltűnt, de nem tudni pontosan, mennyi. Seymour Slive 1970–74-es összefoglaló katalógusa szerint további 222 festmény tulajdonítható neki. Más Hals-szakértő, például Claus Grimm: Frans Hals. Das Gesamtwerk (1989) szerint az ilyen munkák száma 145 lehet. Nem tudni, vajon Hals festett-e tájképeket, csendéleteket vagy leíró munkákat, de ez kevéssé valószínű. A 17. századi Hollandiában a művészek szívesen specializálódtak. Hals is nagy valószínűséggel ilyen portréspecialista lett.

## Alkotásai

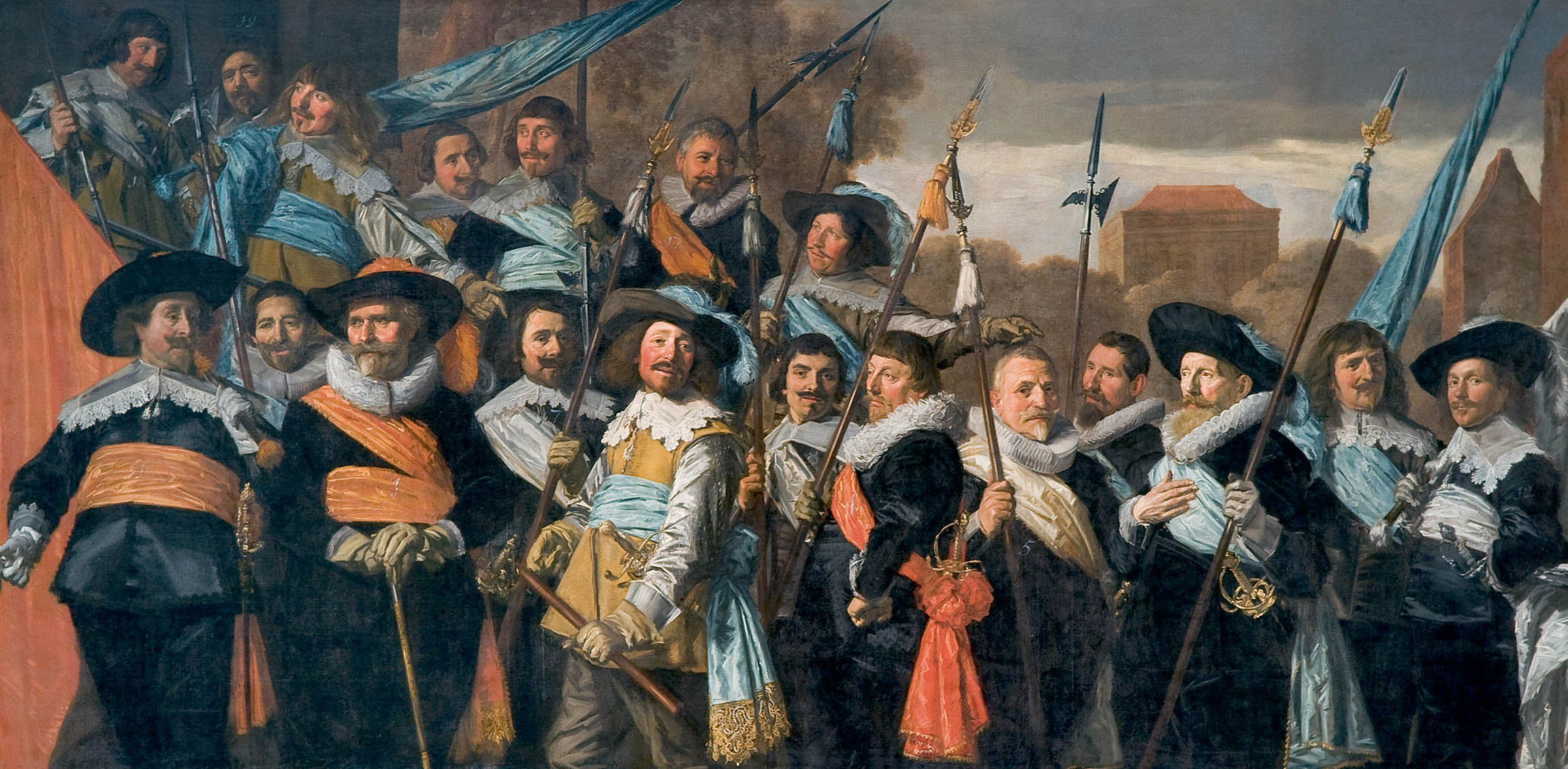
A Szent György-lövészegylet tisztjei és altisztjei (1639; Frans Hals Múzeum, Haarlem); fent balról a második maga a festő

Legjobb bevételi forrása a lövészegyleteket ábrázoló képek (doelen stukken) készítése volt. A lövészegyletek a városok büszkeségeinek számítottak: ezek juttatták katonai kiképzéshez a férfiakat, egy-egy spanyol támadás bekövetkeztekor ezek tudtak szembeszállni a hódítókkal. Míg korábban az alakokat sematikusan egymás mellett ábrázolták, Hals volt az első, aki a közös lakoma utáni fesztelen hangulatot ábrázolja csoportos arcképein. Ilyen alkotás a Szent György-lövészegylet tisztjeinek lakomáját ábrázoló, 1616-ban keletkezett képe. Bár az alakok testtartása teljesen természetesnek hat, a kompozíció szigorúan geometrikus. A kép olyan nagy hírű lett, hogy más városokból is érkeztek megrendelések.

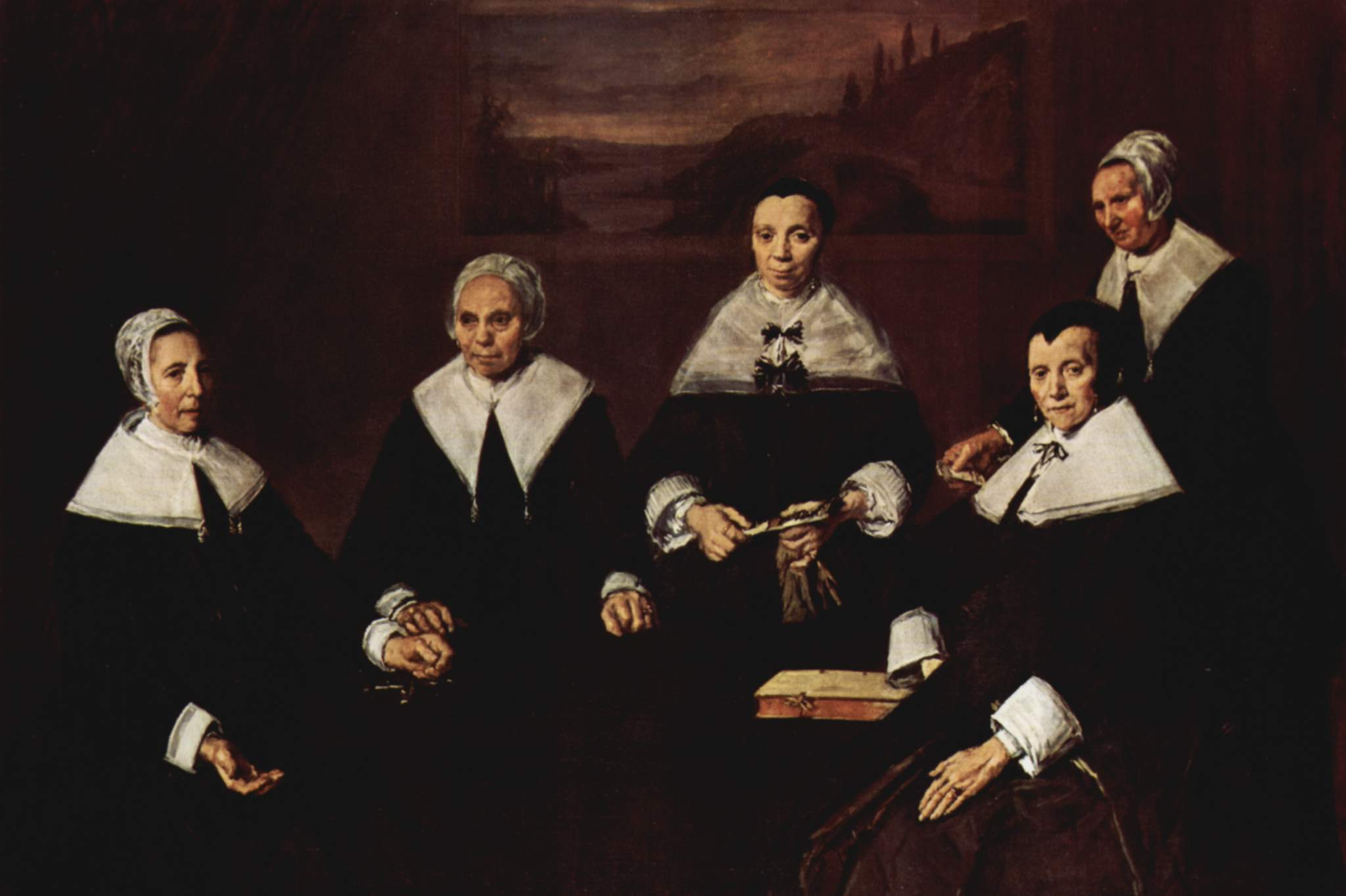
Az aggok menhelyének elöljárónői (1664; Frans Hals Múzeum; Haarlem)

A csoportos arcképek másik közkedvelt típusa valamely jótékonysági intézmény elöljáróinak tanácskozásáról készült (regenten stukken). Hals élete utolsó éveiben két ilyen képet is festett: Az aggok menhelyének elöljáróit és Az aggok menhelyének elöljárónőit. Az utóbbi alkotáson Vincent van Gogh a feketének huszonhét árnyalatát számolta meg. Itt is kevés színt használt, mint munkái legtöbbjén, az uralkodó a szürke. Késői stílusára visszafogott színskála, komor hangulat és az alakok elkülönülése a jellemző. Nem méltóságteljes alakokat festett, hanem méltóságteljesnek tűnő embereket, akik emberi gyengeségeiket nem tudták elrejteni a festő figyelő tekintete elől.
A lövészegylet és az elöljárók megörökítése között eltelt több mint negyven év alatt Hals megfestette az előkelő polgárokat, a vidám katonákat, a tisztes matrónákat, polgárasszonyokat és kereskedőket éppúgy, mint a társadalom perifériáján élőket, a kötekedő részegest, a gavallérokat, a halászfiút vagy Haarlem boszorkányát. Szinte mindig az egészséges jókedv kifejezését kereste. Alakjai csaknem mindig derűsek: még akkor sem tudják egészen visszatartani a mosolyukat, amikor a komolyság pózában akarnak tetszelegni. Egyik legjobb képe A jókedvű ivó 1628-ból, amelyen úgy sikerült megragadnia a mozdulatot, a szereplő elevenségét, ahogyan csak kevés barokk mesternek sikerült. A kép Hals erőteljesen színes korszakából való.

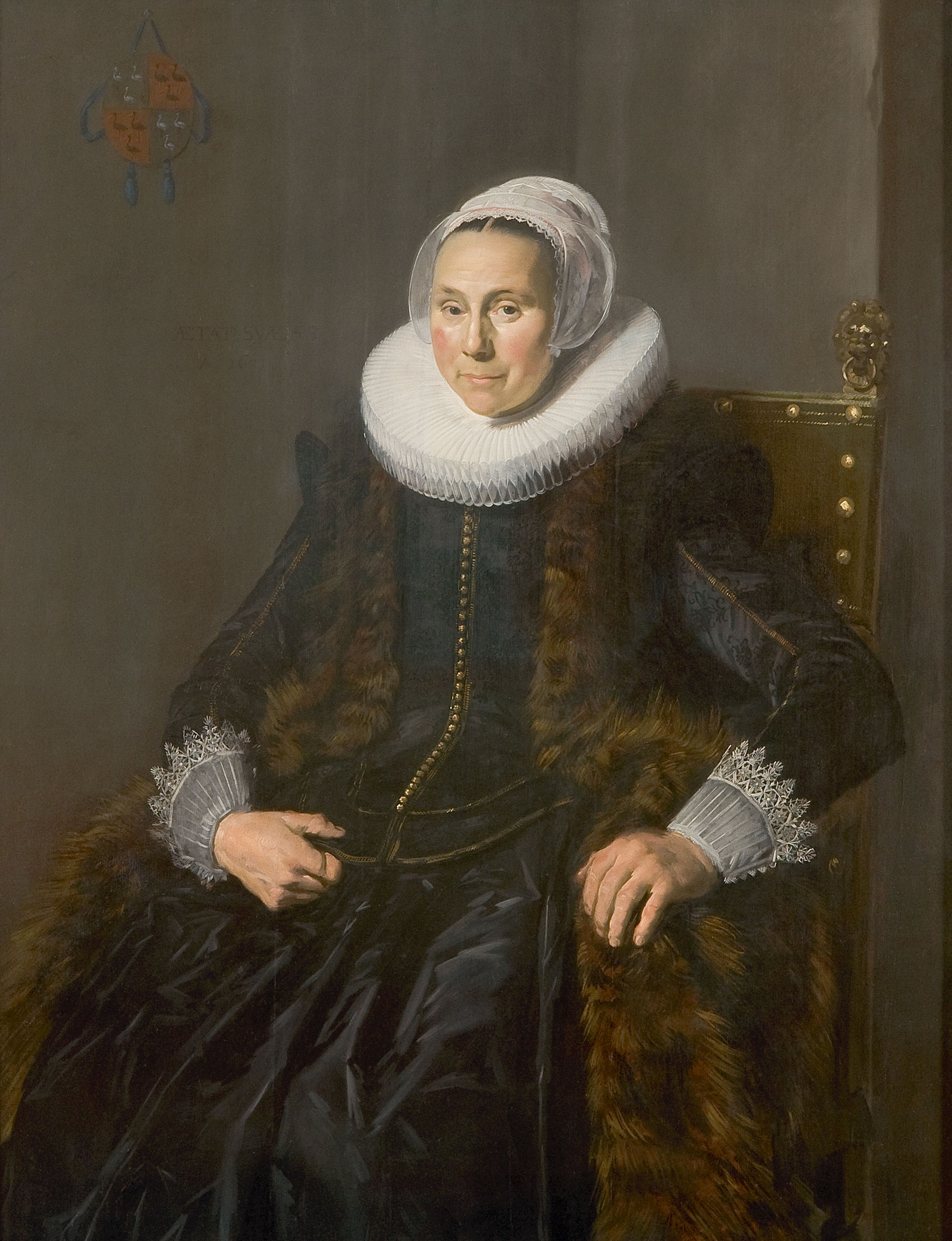
Cornelia Vooght Claesdt (1631; Frans Hals Múzeum, Haarlem)

Érett korszakára az egyenletes megvilágítás harmóniája a jellemző. A féktelen jókedv átadja helyét a csöndesebb humornak vagy a csípős kritikának. Ekkor festi legvonzóbb arcképeit, mint Cornelia Vooght Claesdt képmását, ahol az eszközök takarékos alkalmazása, a feltétlen művészi szigor az asszonyt puritán egyszerűségében mutatja be, de az arc finom mosolya enyhít a kép komolyságán. Később a színek mindinkább sötétednek, uralkodó lesz a fekete és a fehér a barnásszürke háttérben, s ez szokatlan ünnepélyességet fejez ki. Ez a színvilág nem egyértelműen Hals választása, az 1640-es évektől a társaságbeli emberek öltözékének elfogadott színe a fekete lett. De a feketét senki úgy nem tudta megfesteni, mint ő: a szürkéktől ért el a legmélyebb ébenfekete ragyogásig.
Frans Hals sokat és gyorsan alkotott, mégis kivétel nélkül mindegyik vásznáról elmondhatjuk, hogy nagyszerű képmás. Halála után elfelejtkeztek róla, hírét legfeljebb az iszákos bohémról szóló mendemondák tartották fenn egészen a 19. századig. Részben az impresszionizmus látásmódjának köszönhetően ekkor újból felfedezték benne az egyik legnagyobb holland festőt. Nem véletlen, hogy Manet-nak és van Gogh-nak is ő volt a legkedvesebb barokk művésze.

## Hatása
Frans Hals festészete nagy hatással volt szintén festő bátyjára, Dirck Halsra (Haarlem 1591–1656). Négy fia is ezt a pályát követte. A mester számos családtagja közt csak ifj. Frans Hals említésre méltó, aki a falusi házakat és azok udvarát festette meg. Egy csendéletet tartanak legszebb munkájának: asztal megterítve ezüst és arany tányérokkal, kupákkal, üvegekkel és könyvekkel. Egészen más területen és más formában festett az idősebb Hals, Dirck Hals, a festő bátyja, aki fesztiválokat és bálokat örökített meg. Sajnos túl nagy szabadsággal és túl kis tehetséggel rajzolt.
Gyakran említenek sok tanítványt, de a kutatások megkérdőjelezik ezt. A Groote Schouburgban Arnold Houbraken tanítványként említi Adriaen Brouwert, Adriaen van Ostadét és Dirck van Delent. Tanítványa volt még Vincent Larensz van der Vinne – fia állítása szerint, Pieter Gerrits van Roetraten – egy fennmaradt dokumentum szerint –, aki ugyancsak Hals családjába házasodott. Szintén a tanítványa lehetett egy ideig a haarlemi portréfestő Johannes Verspronck, az akkori mintegy tíz haarlemi portréfestő egyike. Stílusában a legközelebb Judith Leysternek tulajdonított és általa gyakran szignált képek állnak. Tanítványa is lehetett a művésznek, ahogy a festőnő férje, Jan Miense Molenaer is.
Két évszázaddal később Halsnak jópár tisztelője és kutatója lett. Claude Monet, Édouard Manet, Charles-François Daubigny, Max Liebermann, James McNeill Whistler, Gustave Courbet, és Hollandiában Jacobus van Looy és Isaac Israels. Impresszionisták és realisták, akik mélységében tanulmányozták Hals munkáit. Tanulmányi célból másolatokat készítettek műveiről, és továbbfejlesztették stílusát és technikáját. Sokan elutaztak a haarlemi Frans Hals-múzeumba – 1913-tól a Groot Heiliglanra, előtte a városházára, ahol máig megtalálható sok fontos munkája.
Hals reputációja nagyot esett a halálát követő két évszázadban. Olyannyira, hogy néhány festménye, melyek ma a képtárak legbecsesebb kincsei, aukciókon néhány font sterlingért, sőt néhány shillingért cserélt gazdát. Johannes Acronius portréja egy 1786-os enschedei vásáron öt shillingért, a Liechtenstein-galériában, 1800-ban kardos férfiportréja pedig 4,5 shillingért kelt el.
A 19. század közepétőal kezdve művészete újra nagy presztízsre tett szert. A közfelfogásban történt rehabilitációja óriási értéknövekedést hozott képeire. A párizsi Secrétan vásáron 1889-ben Pieter van de Broecke Danvers portréját 4420 fontnál ütötték le, míg 1908-ban a Nemzeti Galéria 25 000-ret adott a Lord Talbot de Malahide gyűjteményéből származó több képéért. Hals munkái utat találtak megszámlálhatatlan városba és múzeumi gyűjteménybe szerte a világon. A 19. század végétől mindenütt gyűjtötték – Antwerpentől Torontóig, Londontól New Yorkig. Sok képe később amerikai gyűjtőkhöz került, akik tisztelték kritikus attitűdjét a jóléttel és a státusszal szemben. Legfontosabb gyűjteménye a haarlemi Frans Hals Múzeumban látható.

## Fő művei

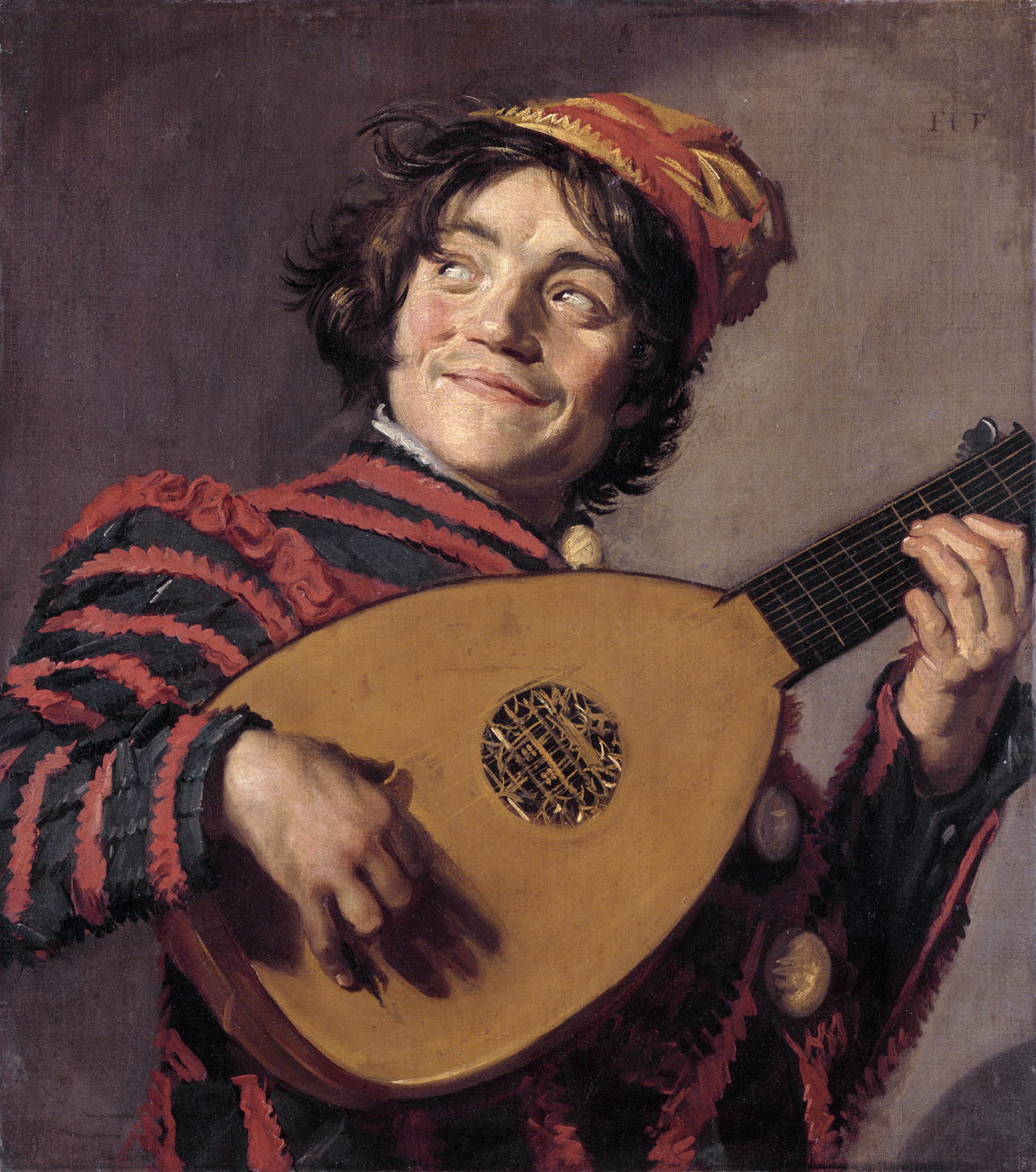
A bohóc játéka a lanton (1623–1624; a festő szignója: FH jobbról fent; Louvre, Párizs)

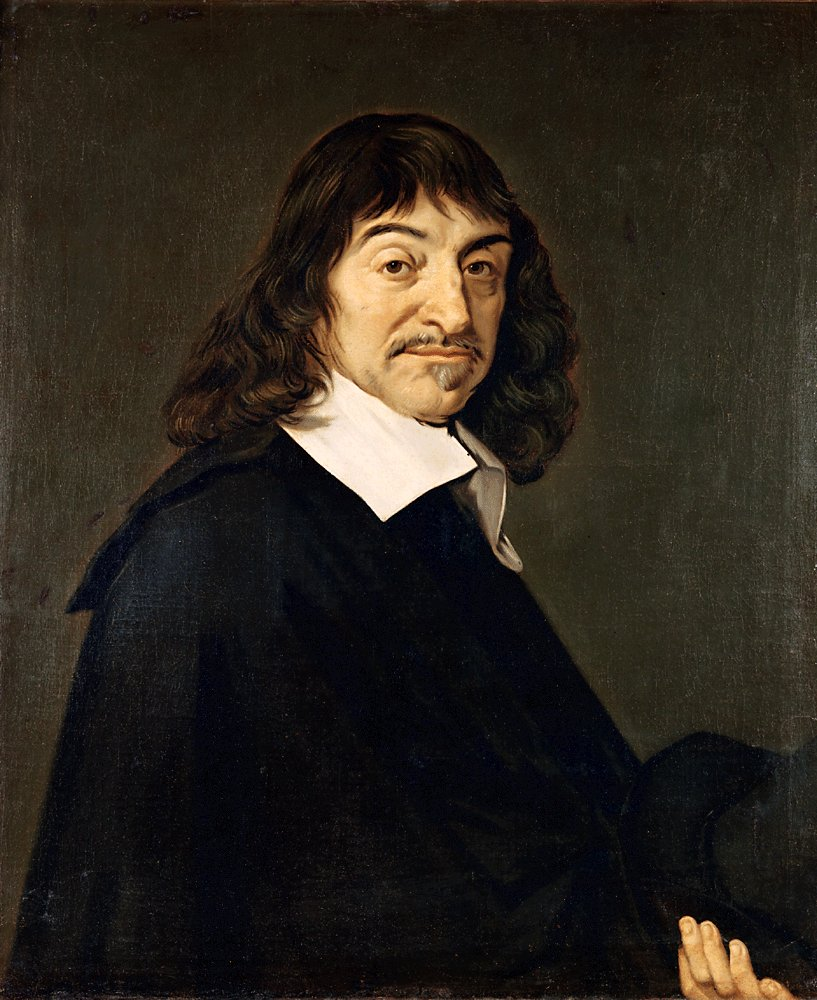
René Descartes portréja (1649; Louvre, Párizs)

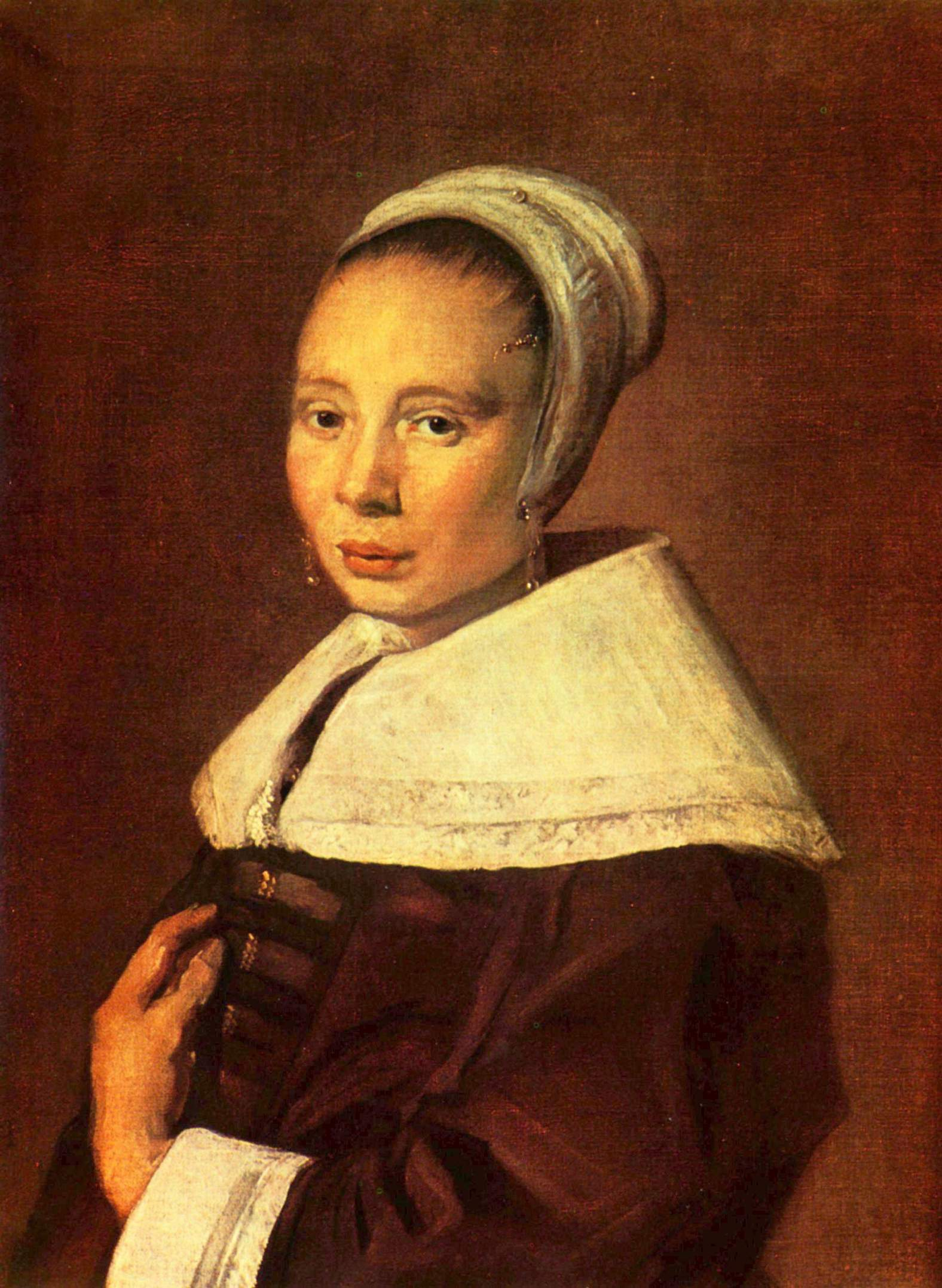
Fiatal asszony (1655–1660; Museo Thyssen-Bornemisza, Madrid)

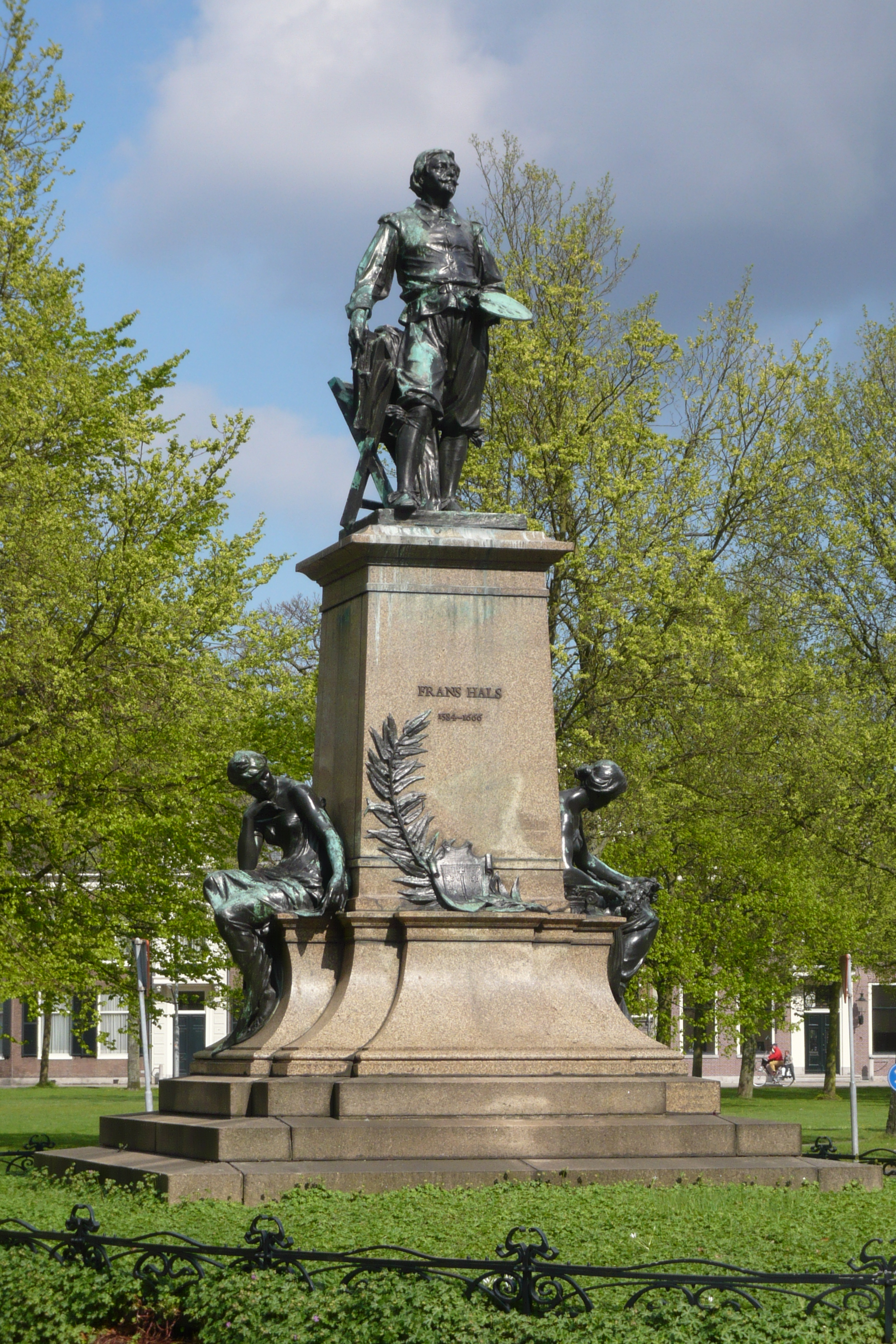
A festő emlékszobra Haarlemben (szoboravatás, 1900)

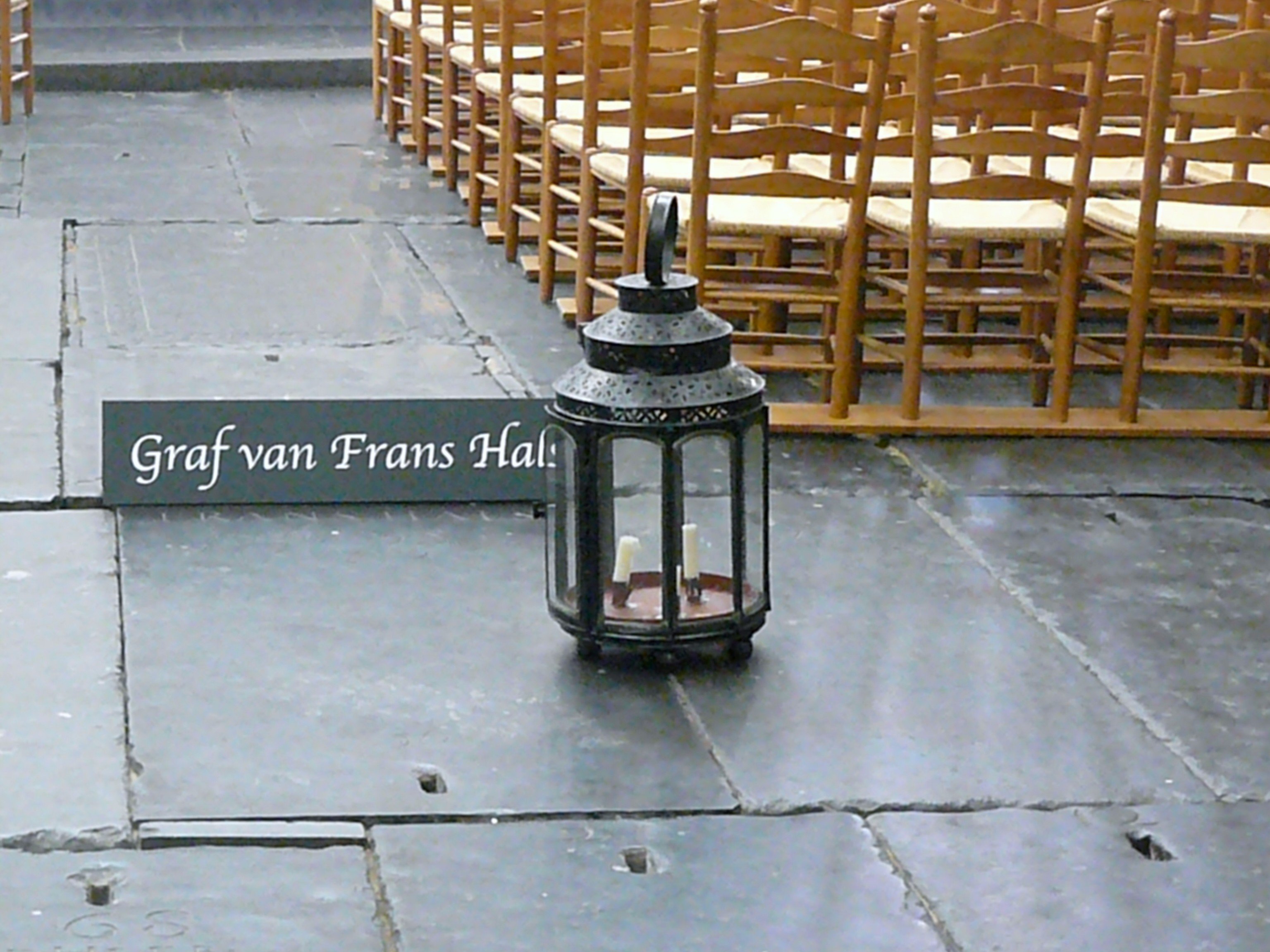
A festő síremléke a Szent Bávó-templomban, Haarlemben

- 1611 Jacobus Zaffius, Haarlem, Frans Hals Museum
- 1611 körül Női arckép, Devonshire, Chatswort-ház
- 1615 körül Farsangi mulatozók, New York, Metropolitan Művészeti Múzeum
- 1616 Pieter Cornelisz van der Morsch, Pittsburgh, Carnegie Museum of Art
- 1616 A Szent György-lövészegylet tisztjeinek lakomája, Haarlem, Frans Hals Museum
- 1617 Theodorus Schrevelius, Luxembourg, Musée d'État
- 1620 körül Paulus van Beresteyn, Párizs, Louvre
- 1620 körül Catharina Both van der Eem, Párizs, Louvre
- 1618-22 The Rommel Pot Player, Fort Worth, Kimbell Art Museum
- 1619-20 Catharina Hooft szobalányával, Berlin, Staatliche Museen
- 1620 körül Gyerekcsapat, Brüsszel, Musées Royaux des Beaux-Arts
- 1622 körül Fiatal pár a kertben, Amszterdam, Rijksmuseum
- 1622 Férfiarckép, Chatsworth, The Duke of Devonshire
- 1623 körül Lanton játszó bohóc, Párizs, Louvre
- 1623 Jonker Ramp és szerelme, New York, Metropolitan Művészeti Múzeum
- 1623-25 Éneklő fiú furulyával, Berlin, Staatliche Museen
- 1620-25 Nevető fiú, Hága, Mauritshuis
- 1624 A nevető lovag, London, Wallace Collection
- 1625 körül Két éneklő fiú, Kassel, Staatliche Museen
- 1625 Jacob Pietersz Olycan, Hága, Mauritshuis
- 1626 Petrus Scriverius, New York, Metropolitan Művészeti Múzeum
- 1626 Anna van der Aar, New York, Metropolitan Művészeti Múzeum
- 1626 Isaac Abrahamsz Massa, Toronto, Art Gallery of Ontario
- 1626-30 Éneklő lány, magángyűjtemény
- 1625-30 Hegedűn játszó fiú, magángyűjtemény
- 1626-28 Fiú furulyával, Schwerin, Staatliches Museum
- 1627 körül A Szent György lövészegylet tisztjeinek lakomája, Haarlem, Frans Hals Museum
- 1627 körül A Szent Hadrián lövészegylet tisztjeinek lakomája, Haarlem, Frans Hals Museum
- 1628-30 A jókedvű ivó, Amszterdam, Rijksmuseum
- 1628-30 Peeckelhaering, Kassel, Staatliche Kunstsammlungen
- 1628-30 Mulatt, Lipcse, Museum der Bildenden Künste
- 1628-30 Cigánylány, Párizs, Musée du Louvre
- 1630-32 A halászfiú, Antwerpen, Koninklijk Museum voor Schone Kunsten
- 1630-32 Halászfiú, Dublin, National Gallery of Ireland
- 1630-35 Nicolaes Hasselaer, Amszterdam, Rijksmuseum
- 1633–35 Malle Babbe, Haarlem boszorkánya, Berlin, Staatliche Museen
- 1633 körül A Szent Hadrián lövészegylet tisztjei és altisztjei, Haarlem, Frans Hals Museum
- 1628-30 Fiatal férfi széles kalapban, Washington, National Gallery of Art,
- 1631 Nicolaes Woutersz van der Meer, Haarlem, Frans Hals Museum
- 1631 Cornelia Claesdr Vooght, Haarlem, Frans Hals Museum
- 1633-37A soványak csapata, Amszterdam, Rijksmuseum
- 1633 körül Pieter van den Broecke, London, Iveagh Bequest, Kenwood House
- 1634 Tieleman Roosterman, Bécs, Kunsthistorisches Museum
- 1634 Férfiarckép, Budapest, Szépművészeti Múzeum
- 1635 körül Lucas de Clercq, Amszterdam, Rijksmuseum
- 1635 körül Férfiarckép, Drezda, Gemäldegalerie
- 1635 körül Feyntje van Steenkiste, Amszterdam, Rijksmuseum
- 1635 körül Isaac Abrahamsz Massa, San Diego, San Diego Museum of Art
- 1635 körül Családi csoportkép, Cincinnati, Cincinnati Art Museum
- 1638 Jean de la Chambre, London, National Gallery
- 1638 körül Willem van Heythuysen, Brüsszel, Musées Royaux des Beaux-Arts
- 1638 körül Claes Duyst van Voorhout, New York, Metropolitan Museum of Art
- 1638 Andries van der Horn, São Paolo, Museu de Arte
- 1639 körül A Szent György lövészegylet tisztjei és altisztjei, Haarlem, Frans Hals Museum
- 1641 A haarlemi Szent Erzsébet-kórház elöljárói, Haarlem, Frans Hals Museum
- 1643 Paulus Verschuur, New York, Metropolitan Museum of Art
- 1645 Johannes Hoornbeek, Brüsszel, Musées Royaux des Beaux-Arts
- 1645 Willem Coenraetsz Coymans, Washington, National Gallery of Art
- 1648–50 Ülő nő legyezővel, Cincinnati, Taft Museum
- 1648–50 Ülő nő arcképe (valószínűleg Maria Vernatti), Bukarest, Aurora Art Fund
- 1649 körül René Descartes, Koppenhága, Statens Museum for Kunst
- 1648 körül Family Group in a Landscape, Madrid, Thyssen-Bornemisza Múzeum
- 1648 körül Family Group in a Landscape, London, National Gallery
- 1650–52 Stephanus Geraerdts, Antwerpen, Koninklijk Museum voor Schone Kunsten
- 1650–52 Isabella Coymans, Magángyűjtemény,
- 1650–52 Férfiarckép, New York, Metropolitan Museum of Art
- 1650–52 Férfiarckép, Washington, National Gallery of Art
- 1648–50 Női arckép, Párizs, Musée du Louvre
- 1650 Jan Asselyn festő, Budapest, Szépművészeti Múzeum
- 1650–53 Férfiarckép, Szentpétervár, Ermitázs
- 1555–60Férfiarckép, Koppenhága, Statens Museum for Kunst
- 1655–60 Vincent Laurensz van der Vinne, Toronto, Art Gallery of Ontario
- 1655 körül Férfiarckép, Bécs, Liechtenstein Museum
- 1662–66 Willem Croes, München, Alte Pinakothek
- 1660 körül Herman Langelius, Amiens, Musée de Picardie
- 1660 körül Férfiarckép, Hága, Mauritshuis
- 1660–66 Férfiarckép, Boston, Museum of Fine Arts
- 1664 Az aggok menhelyének elöljárói, Haarlem, Frans Hals Museum
- 1664 Az aggok menhelyének elöljárónői, Haarlem, Frans Hals Museum